# Myodermum pusillum
Myodermum pusillum är en skalbaggsart som beskrevs av Gilbert John Arrow 1906. Myodermum pusillum ingår i släktet Myodermum och familjen Cetoniidae. Inga underarter finns listade i Catalogue of Life.